# 沃尔夫冈·布林克曼
沃尔夫冈·布林克曼（德語：Wolfgang Brinkmann，1950年5月23日—），德国男子马术运动员。他曾代表西德参加1988年夏季奥林匹克运动会马术比赛，获得团体场地障碍赛金牌。